# Le Chat bleu

Le Chat bleu est un album de Mink DeVille sorti en 1980 chez Capitol Records.

## Liste des titres
1. This must Be the night (Willy DeVille)
2. Savoir Faire (Willy DeVille)
3. That world outside (Willy DeVille)
4. Slow drain (Willy DeVille)
5. 'You just keep holding on (Willy DeVille)
6. Lipstick traces (Willy DeVille)
7. Bad boy (C. Armstrong - A. Long)
8. Mazurka (Queen Ida - Al Lewis)
9. Just to walk that little girl home (Willy DeVille)
10. Heaven stood still (Willy DeVille)